# Сломский, Анджей
Анджей Марек Сломский (пол. Andrzej Marek Słomski; 17 июня 1958, Ключборк, Польша) — польский политик, дипломат, график.

## Биография
Получил высшее образование на факультете политологии Вроцлавского университета, получив степень магистра инженерии. Работал в Союзе социалистической польской молодёжи. Во время ПНР член Польской объединённой рабочей партии. В 1990—1993 гг. член совета города Кельце. В сентябре 1993 года был впервые избран в Сейм Республики Польша (2-го созыва), выиграв выборы в округе 18 Кельце от партии Союз демократических левых сил. Продолжал представлять этот округ вплоть до 2001 года (в cейме 3 созыва). В 2001 г. не участвовал в выборах. С 2003 года консул РП: в Киеве, Виннице, Москве.
Художник-график. Отец Агнешки.